# Betacoronavirus
Els Betacoronavirus (β-CoVs o Beta-CoVs), també coneguts com a coronavirus del grup 2, constitueixen un dels quatre gèneres de coronavirus de la subfamília Orthocoronavirinae (coronavirus), dins de la família Coronaviridae, de l'ordre Nidovirales. Es tracta de virus d'ARN monocatenari de sentit positiu, embolcallat i d'origen zoonòtic. Cada gènere de coronavirus inclou diversos llinatges virals; en concret, els betacoronavirus n'engloben quatre.
Els Betacoronavirus més rellevants clínicament per als humans són el OC43 i HKU1 del llinatge A, SARS-CoV i SARS-CoV-2 del llinatge B, i MERS-CoV del llinatge C. El MERS-CoV és el primer betacoronavirus de llinatge C amb capacitat infectiva sobre humans de la qual es té constància.
Els gèneres Alphacoronavirus i Betacoronavirus provenen del patrimoni genètic dels ratpenats.

## Virologia
Els Alphacoronavirus i Betacoronavirus infecten principalment ratpenats, però també poden infectar altres espècies com ara els humans, els camells i els conills. Els Betacoronavirus que han causat epidèmies o pandèmies en humans solen induir febre i símptomes respiratoris. Aquests inclouen:
- SARS-CoV, Síndrome respiratòria aguda greu.
- MERS-CoV, Síndrome respiratòria de l'Orient Mitjà.
- SARS-CoV-2, Malaltia pel coronavirus 2019 (COVID-19).

## Seqüència
Els coronavirus tenen un genoma gran, d'entre 26 i 32 quilobases. L'estructura general del genoma dels β-CoV és similar a la d'altres orthocoronavirinae (CoVs), amb una poliproteïna replicasa ORF1ab (rep, pp1ab) precedint la resta d'elements. Aquesta poliproteïna es talla donant lloc a múltiples proteïnes virals no estructurals (vegeu l'annotació de la rep de SARS a Uniprot, P0C6X7).
A data de maig de 2013, GenBank té publicats els genomes complets de 46 CoVs de grup α- (grup 1), β- (grup 2), γ- (grup 3), i δ- (grup 4).

## Classificació

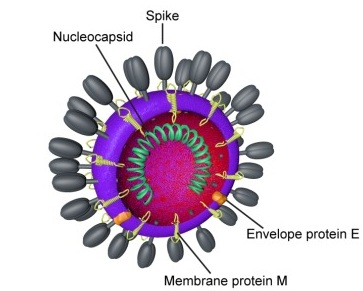
Esquema de l'estructura del virió dels coronavirus. S'observen protuberàncies que formen una mena de "corona" semblant a la corona solar, origen del nom de la família.

Generalment, es reconeixen quatre llinatges de Betacoronavirus (a, b, c, i d). Aquests quatre llinatges també s'han anomenat amb lletres gregues o numerals. Un altre subgènere és l'Hibecovirus.
Ordre Nidovirales
- Família Coronaviridae
  - Subfamília Orthocoronavirinae (coronavirus)
    - Gènere Betacoronavirus; espècie tipus: Murine coronavirus
      - Llinatge A (subgènere Embecovirus), inclou HCoV-HKU1, Murine coronavirus, China Rattus coronavirus HKU24, Betacoronavirus 1[1]
      - Llinatge B (subgènere Sarbecovirus), inclou l'espècie SARSr-CoV que agrupa les soques humanes SARS-CoV (causant del SARS), SARS-CoV-2 (causant de la COVID-19) i les soques de rat-penat SL-CoV-WIV1, SARSr-CoV HKU3 i SARSr-CoV RP3[1]
      - Llinatge C (subgènere Merbecovirus) inclou coronavirus de ratpenat Tylonycteris HKU4 (BtCoV-HKU4), coronavirus de ratpenat Pipistrellus HKU5 (BtCoV-HKU5), coronavirus d'eriçó 1, i Middle East Respiratory Syndrome-related coronavirus (MERS-CoV) (diverses espècies)[1]
      - Llinatge D (subgènere Nobecovirus) inclou coronavirus de ratpenat Rousettus HKU9 (BtCoV-HKU9), coronavirus de ratpenat Rousettuls GCCDC1 (BtCoV-GCCDC1)[1][11]
      - Subgènere Hibecovirus inclou Bat Hp-betacoronavirus Zhejiang2013[1]

## Morfologia
El nom Coronavirus prové del llatí "corona" (corona o halo) en referència a l'aspecte que presenten les seves múltiples protuberàncies externes vistes per microscòpia electrònica. Aquesta morfologia té l'origen en peplòmers virals en forma d'espiga. Es tracta de proteïnes presents a la superfície del virus i que en determinen el tropisme envers l'hoste.
Diverses estructures de les proteïnes en forma d'espiga han estat resoltes. El domini d'unió a receptor d'aquestes proteïnes en Alphacoronavirus i Betacoronavirus estan catalogades com a InterPro: IPR018548. Aquestes proteïnes s'engalzen formant un trímer (PDB 3jcl: PDB 3jcl, PDB 3jcl); l'estructura bàsica s'assembla a la de les proteïnes de paramyxovirus F. La funcionalitat del receptor està poc conservada; així, entre Sarbecovirus, només un subllinatge reconeix un mateix receptor ACE2. Els virus de llinatge A tenen unes proteïnes més curtes.